# Quatuor no 3 pour flûte et cordes de Mozart
Le Quatuor no 3 pour flûte et cordes en do majeur, K. Anh 171/285b, est l'un des trois quatuors composés par Wolfgang Amadeus Mozart pour l'amateur Ferdinand De Jean. Cette pièce pour flûte, violon, alto et basse a été écrite entre 1781 et 1782, à Vienne.

## Structure
Introduction de l'Allegro :
Première reprise du thème Andantino :
Ce quatuor est en deux mouvements :
1. Allegro, en do majeur, à 
, 186 mesures, deux sections répétées deux fois (mesures 1 à 66, mesures 67 à 186)
2. Andantino, Thème et 6 variations, en do majeur, à 
, Thème : 20 mesures divisées en deux sections répétées deux fois : mesures 1 à 8, mesures 9 à 20. La variation IV est en do mineur. La variation V est indiquée Adagio. La variation VI est marquée Allegro, à 
.

Durée de l'interprétation : environ 15 minutes